# Skank
Skank es un grupo de Pop rock y Reggae brasileño formado por Samuel Rosa (guitarra y voz), Henrique Portugal (teclados), Lelo Zaneti (bajo) y Haroldo Ferreti (batería). Fue creado en marzo de 1991 en Belo Horizonte.

## Historia
Su estreno en vivo fue el 5 de junio de 1991 en el palco de la extinta casa de shows Aeroanta, en São Paulo. Esa noche el público asistente fue de 37 personas.
La propuesta musical inicial era una adaptación de dance hall jamaicano y ritmos brasileños. Ese formato de reggae electrónico era una evolución natural del tradicional reggae, popularizado por Peter Tosh, Bob Marley y Jimmy Cliff.
El primer álbum, de nombre Skank y grabado de forma independiente, fue lanzado por Sony Music, que aún mantiene el contrato con el grupo, en abril de 1993. Los sencillos "O Homem Que Sabia Demais", "Tanto" y "In(Dig)Nação" llevan al grupo a más de 120 shows por Brasil que dan como resultado la venta de 120.000 copias del álbum de su estreno.
El segundo, Calango, de 1994, inauguró como productor al paulista Dudu Marote. Destacan en las radios las canciones "É Proibido Fumar", "Te Ver", "Pacato Cidadão", "Esmola" y "Jackie Tequila". Calango vendió 1.200.000 copias. La carátula del disco fue desarrollada por Jarbas Agnelli a partir de las creaciones de Ilson Lorca, artista carioca que produce fantasías de carnaval a partir de botellas de plástico.
"Garota Nacional" fue el principal sencillo de O Samba Poconé, álbum de 1996 y tercero del grupo. Llegó a liderar las listas en España y llevó al grupo a viajar por países como Argentina, Chile, Estados Unidos, Francia, Alemania, Italia, Suiza y Portugal. El disco contó con la participación del músico francés Manu Chao en tres canciones - "Sem Terra", "Los Pretos" y "Zé Trindade". O Samba Poconé alcanzó la marca de 1.800.000 copias. La carátula del CD usa referencias de las fiestas del interior de Brasil y de espectáculos circenses. Las imágenes utilizadas son óleos en tela de José Robles, pintor español que ilustra las fachadas de los cines del centro de São Paulo.
Sony Music, en 1997, lanzó el recopilatorio “Soundtrack For a Century” para conmemorar su centenario. "Garota Nacional" fue la única canción en lengua portuguesa.
En 1997, en España, el grupo recibe el importante Premio Ondas como Grupo Revelación Latino.
Skank ganó, por dos años consecutivos, 1996 y 1997, el Astronauta de Plata de MTV en los VMA'S, en Nueva York. Los trabajos premiados fueron los videoclips de "Garota Nacional" y "É Uma Partida de Futebol".
En 1998, la FIFA incluyó "É Uma Partida de Futebol" en el disco oficial de la Copa del Mundo celebrada en Francia.
En Siderado, cuarto disco del grupo, de 1998, muestran una aproximación al Rock’n’Roll. El grupo trabaja con John Shaw (UB 40) y Paul Ralphs. "Resposta", "Mandrake e Os Cubanos" y "Saideira" son los mayores éxitos de este disco. El álbum fue mezclado en Abbey Road, estudio londinense consagrado por los Beatles. Vendió 750.000 mil copias. El material gráfico de Siderado utilizó telas de César Maurício, artista plástico y compositor mineiro.
En 1999 participó en un tributo de grupos sudamericanos a The Police. Fue grabada un cover de "Wrapped Around Your Finger", titulado como "Estaré Prendido en Tus Dedos".
Maquinarama, lanzado en julio de 2000, es producido por Chico Neves y Tom Capone y vende 250.000 copias. Los principales singles de este disco son "Três Lados", "Balada do Amor Inabalável" y "Canção Noturna". La carátula representa un cadillac grafitado por Kenny Scharf, artista californiano ligado a Andy Warhol.
En 2001, el grupo graba en la ciudad de Ouro Preto su primer álbum en vivo. Ao Vivo MTV vende 600.000 copias. La única canción inédita de este proyecto "Acima do Sol", lideró las listas de radio de Brasil.
Cosmotron, producido por el grupo y Tom Capone, fue lanzado en julio de 2003 y vendió 250.000 copias. "Supernova", "Dois Rios", "Vou Deixar" y "Amores Imperfeitos" fueron las canciones destacadas. El álbum fue premiado al año siguiente con el Grammy a la mejor grabación de canción rock.
Radiola, lanzado en octubre de 2004, fue la primera recopilación de Skank. La carátula del disco fue una pintura de los Clayton Brothers, artistas underground de Los Ángeles. Radiola vendió 200.000 discos.
En marzo de 2006, la banda inicia en Belo Horizonte las grabaciones de su nuevo álbum, el séptimo con canciones inéditas. El trabajo es producido por Chico Neves y Carlos Miranda. El álbum, Carrossel, es lanzado en agosto del mismo año con el sencillo "Uma Canção É Pra Isso". El material gráfico del disco representa pinturas del artista estadounidense Glenn Barr. En octubre de 2006 la banda se convierte en el primer grupo brasileño en tener un álbum lanzado en formato digital.
Durante su carrera Skank ha participado en alguno de los principales festivales del mundo. Como por ejemplo – Super Bock/Super Rock 1997 en Portugal (con Echo & The Bunnymen), Páleo Festival 97 en Suiza (con Jane Birkin, Jamiroquai y Placebo), St Gallen 98 (con Beastie Boys, Foo Fighters y Garbage), Montreux 2001 (con Beck, PJ Harvey y George Clinton), SummerStage 2002 en Nueva York, (con Sonic Youth, Cornershop y Jack Johnson), Roskilde 2003 en Dinamarca (con Coldplay, Blur y Queens Of The Stone Age) y Sudoeste 05 en Portugal (con Kasabian y Oasis).

## Discografía

### Álbumes de estudio
- (1993) Skank
- (1994) Calango
- (1996) O Samba Poconé
- (1998) Siderado
- (2000) Maquinarama
- (2003) Cosmotron
- (2006) Carrossel
- (2008) Estandarte
- (2014) Velocia

### Álbumes en vivo
- (2001) MTV ao Vivo: Skank
- (2010) Multishow ao Vivo: Skank no Mineirão
- (2012) Rock in Rio 2011 - Skank
- (2018) Os Três Primeiros

### Álbumes recopilatorios
- (2004) Radiola
- (2012) Skank 91

### Álbumes de vídeo
- (2001) MTV ao Vivo: Skank
- (2002) Videografia (1994-2001)
- (2004) Multishow ao Vivo: Skank
- (2010) Multishow ao Vivo: Skank no Mineirão
- (2012) Rock in Rio 2011 - Skank
- (2018) Os Três Primeiros